# 카이로스 (음악 그룹)
카이로스는 대한민국의 전 음악 그룹이다. 2021년 싱글 [No limit]로 데뷔했다.

## 음반
- No limit (2021)